# Huberto de Arles
Huberto de Arles  (c. 830 - 864 ou 866) foi um nobre franco que viveu na França medieval, foi filho de Bosão de Valois "O Velho", tendo portanto origem na família Bosónida e abade secular na Abadia de Saint Maurice-de-Valais.

## Biografia
Sua irmã Teutberga, foi casada com Lotário II da Lotaríngia (835 — 8 de agosto de 869) rei da Lotaríngia e o segundo filho de Lotário I e Ermengarda de Tours, príncipe da Dinastia carolíngia, a família imperial de França.
Durante o seu reinado Lotário II ocupou parte do seu tempo em esforços para obter o divórcio de sua esposa Theutberga, chegando ao ponto de as suas relações com seus tios  Carlos II de França, "o Calvo" (Frankfurt-am-Main, 13 de junho de 823 — 6 de outubro de 877), Rei da França entre os anos de 869 e 875, e Imperador do Sacro Império Romano-Germânico, de 875 a 877. e Luís, o Germânico (804 — 28 de setembro de 876) foi o primeiro monarca da Frância oriental (actual Alemanha) desde 817 até à sua morte, terem sido influenciadas pelo seu desejo de obter o apoio destes para esses fim. 
O facto de Lotário II procurar o divorcio esteve relacionado com a sua afeição por uma mulher chamada Waldrada.

## Relações familiares
Foi filho de Bosão de Valois "O Velho" (c. 800 - 855), tendo portanto origem na família Bosónida e de Engeltrude. Foi pai de:
1. Teobaldo de Arles ou também Thédobald, Théotbald, Thibaud, ou Theobald de Arles (entre 850 e 860 - Junho de 887 ou 895)[4]) Casou-se em 879, provavelmente 19 anos, com Berta da Lotaríngia (863 - 8 de março de 925), filha ilegítima do rei Lotário II da Lotaríngia e de Teutberga de Valois (? - 875), filha de Bosão de Valois "O Velho" conde de Valois (800 - 855)